# Tamopsis grayi
Tamopsis grayi är en spindelart som beskrevs av Baehr 1987. Tamopsis grayi ingår i släktet Tamopsis och familjen Hersiliidae.
Artens utbredningsområde är New South Wales. Inga underarter finns listade i Catalogue of Life.